# Africa Cup U19 A 2015
El Africa Cup U19 A del 2015 fue la novena edición del torneo desde su comienzo en 2007.
Los partidos se celebraron en las instalaciones de Colegio St George de Harare, Zimbabue. Namibia se quedó con el título y clasificó al Trofeo Mundial 2016 luego de vencer en la final al equipo local en el tiempo extra.

## Equipos participantes
- Selección juvenil de rugby de Kenia
- Selección juvenil de rugby de Namibia (Namibia U19)
- Selección juvenil de rugby de Uganda
- Selección juvenil de rugby de Zimbabue (Sables U19)

## Play off
|  | Semifinales | Semifinales |         |          | Final        | Final        |  |
|  |             |             |         |          |              |              |  |
|  |             |             |         |          |              |              |  |
|  | Namibia     | 49          |         |          |              |              |  |
|  | Namibia     | 49          |         |          |              |              |  |
|  | Uganda      | 12          |         |          |              |              |  |
|  | Uganda      | 12          |         | Zimbabue | 32           |              |  |
|  |             |             |         | Zimbabue | 32           |              |  |
|  |             |             | Namibia | 34       |              |              |  |
|  | Zimbabue    | 25          | Namibia | 34       |              |              |  |
|  | Zimbabue    | 25          |         |          |              |              |  |
|  | Kenia       | 17          |         |          | Tercer lugar | Tercer lugar |  |
|  | Kenia       | 17          |         |          | Tercer lugar | Tercer lugar |  |
|  |             |             |         |          |              |              |  |
|  |             |             |         |          | Kenia        | 21           |  |
|  |             |             |         |          | Kenia        | 21           |  |
|  |             |             |         |          | Uganda       | 5            |  |
|  |             |             |         |          | Uganda       | 5            |  |
|  |             |             |         |          |              |              |  |

## Semifinales[3]
| 26 de agosto | Namibia | 49 - 12 | Uganda |  |  |
|              |         | Reporte |        |  |  |

| 26 de agosto | Zimbabue | 25 - 17 | Kenia |  |  |
|              |          | Reporte |       |  |  |

## Tercer puesto
| 29 de agosto | Kenia | 21 - 5  | Uganda |  |  |
|              |       | Reporte |        |  |  |

## Final
| 29 de agosto 15:00 | Zimbabue | 32 - 34 (t.e.) | Namibia |  |  |
|                    |          | Reporte        |         |  |  |

## Clasificación al Trofeo Mundial
3 de las 4 selecciones buscaron el cupo para el Trofeo Mundial de Zimbabue 2016 (2ª división), Zimbabue estaba clasificado de oficio al ser el equipo anfitrión. Namibia al coronarse campeón también clasificó a la novena edición del mundial B como se lo conoce.
| Bandera de Namibia |
| Campeón Namibia    |
| Sexto título       |